# Contea di Yutian
La contea di Yutian (玉田县S, YùtiánP) è una contea della Cina, situata nella provincia di Hebei e amministrata dalla prefettura di Tangshan.